# 等腰三角形
在幾何學中，等腰三角形（英語：Isosceles triangle）是指至少有兩邊長度相等的三角形，因此會造成有2個角相等。相等的兩個邊稱等腰三角形的腰，另一邊稱為底邊，相等的兩個角稱為等腰三角形的底角，其餘的角叫做頂角。
等腰三角形的重心、和垂心都位於頂點向底邊的垂线，可以把等腰三角形分成兩個全等的直角三角形。
等邊三角形是底邊和腰等長的等腰三角形，是等腰三角形的一個特殊形式。若等腰三角形的頂角為直角，稱為等腰直角三角形。

## 命名
等腰三角形在英文中稱為isosceles，來自希臘文 ""（平等的）與 ""（腳），合起來的意思是“等長的腳”

## 性質
等腰三角形具有下列性質:P.204：
- 兩底角相等
- 頂角的角平分線、底邊的中線和高互相重合
- 當腰長等於底邊長時，則底角和頂角為60度（即等边三角形）

| 邊長 | {\displaystyle a=b} {\displaystyle c^{2}=2a^{2}(1-\cos(\gamma ))}                                                            |
| 角   | {\displaystyle \alpha =\beta ,\,\gamma =180^{\circ }-2\alpha }                                                               |
| 面積 | {\displaystyle A\,=\,{\frac {c}{2}}{\sqrt {a^{2}-{\frac {c^{2}}{4}}}}} 或 {\displaystyle A\,=\,{\frac {1}{2}}\,c\cdot h_{c}} |
| 周長 | {\displaystyle u\,=\,2a+c}                                                                                                   |

### 等腰三角形定理
若一三角形的二邊相等，則二邊的對角相等，此定理列在歐幾里德的《幾何原本》中，稱為驢橋定理，也是等腰三角形定理。驢橋定理是在幾何原本的前面出現的較困難命題，是數學能力的一個門檻，無法理解此一命題的人可能也無法處理後面更難的命題。
驢橋定理的逆定理是若一三角形的二角相等，則二角的對邊相等。

### 等腰三角形的全等
若二等腰三角形，其腰相等，底邊也相等，即可以用SSS全等證明二個等腰三角形全等，而三角形的角可以用餘弦定理求得。

### 等腰三角形的相似
等腰三角形的頂角{\displaystyle \gamma } 和底角{\displaystyle \alpha }有以下的關係：
{\displaystyle \textstyle 2\alpha +\gamma =180^{\circ }}
已知其中一個就可以知道另一個，若二等腰三角形的頂角相等或底角相等，即可以用AAA相似證明二個等腰三角形全等，各邊的關係可以用正弦定理求得。

## 對稱軸
等腰三角形為軸對稱，其對稱軸和底邊的高、中垂線、中線及頂角的角平分線重合（三线合一）。等腰三角形的內心、外心、重心、垂心及顶点所对旁心五心共線，都在對稱軸上。
|  | 等腰三角形 - 對稱軸 - 中垂線和外心 - 中線和重心 - 角平分線和內心 |

## 和其他圖形的關係
- 二個底邊相等的等腰三角形可以組合成一個鷂形，此鷂形有一個對稱軸，即為二等腰三角形的高。
- 二個全等的等腰三角形可以組合成一個菱形，此菱形有二個對稱軸，包括二等腰三角形的高，以及等腰三角形的底邊。
- 圆锥的投影圖中有一面即為等腰三角形。
- 將扇形的二半徑和扇形的弦相連，也是等腰三角形。